# جوان سيرا
جوان سيرا (بالإسبانية: Joan Serra)‏ هو لاعب كرة الماء إسباني، ولد في 8 يوليو 1927 في ساباديل في إسبانيا، وتوفي في 24 يناير 2015 بسبب مرض.

## روابط خارجية
- جوان سيرا على موقع أوليمبيديا (الإنجليزية)